# St. Paulus (Unterlüß)

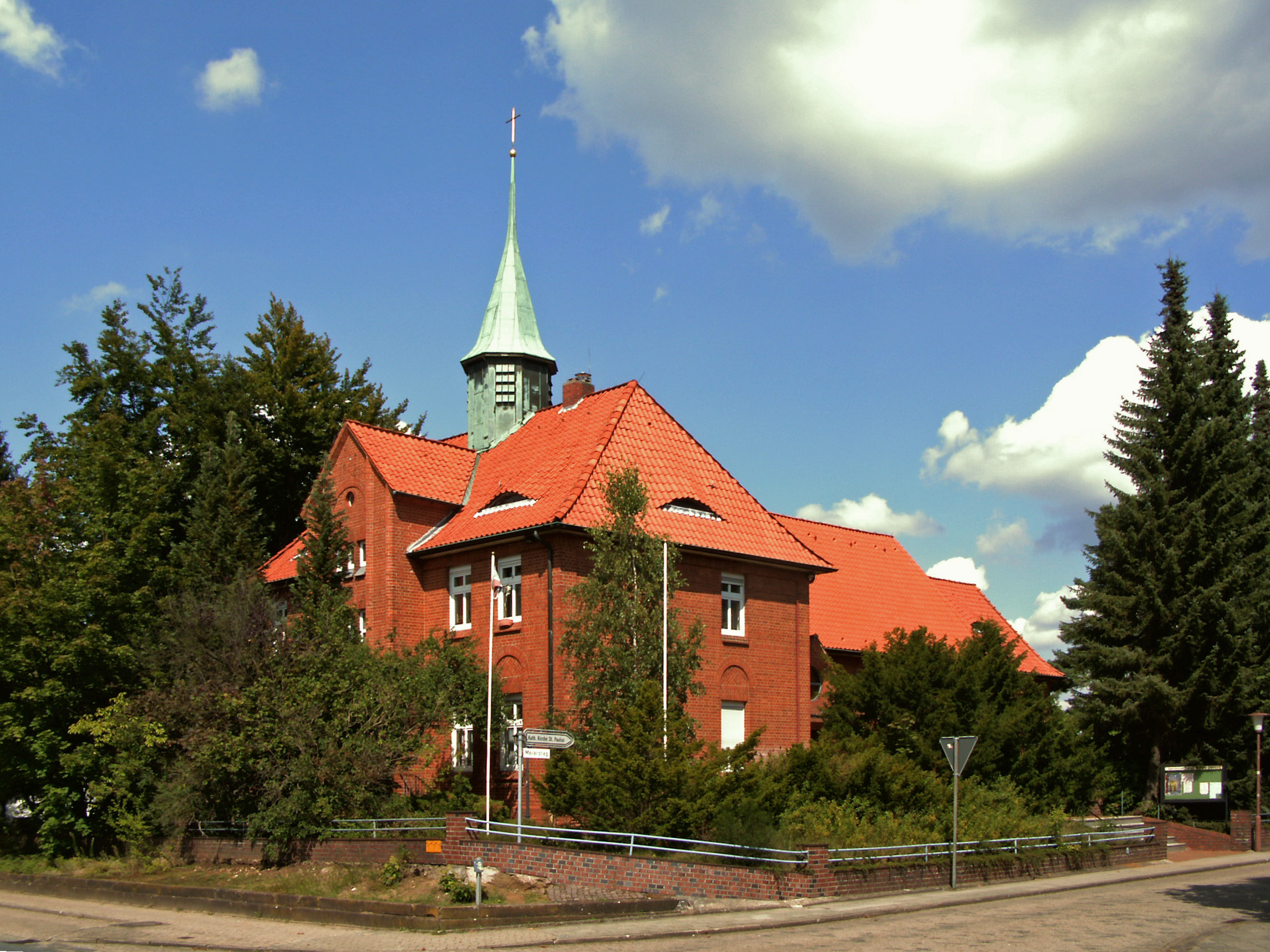
St.-Paulus-Kirche

Die Kirche St. Paulus ist die katholische Kirche in Unterlüß, einer Ortschaft in der Gemeinde Südheide im Landkreis Celle in Niedersachsen. Die Kirche gehört zur Pfarrgemeinde St. Johannes der Täufer mit Sitz in Celle-Vorwerk im Bistum Hildesheim. Die nach dem heiligen Paulus von Tarsus benannte Kirche ist die östlichste Kirche im Dekanat Celle und befindet sich in der Müdener Straße 33 (Ecke Meilerstieg).

## Geschichte
Am 22. August 1926 erfolgte die Grundsteinlegung, und am 1. Mai 1927 folgte durch Dechant Carl Kopp aus Celle die Einweihung der Kirche.
Zum Seelsorgebezirk St. Paulus gehörte auch der 1934 eröffnete Fliegerhorst Faßberg, in dessen Wohnsiedlung es 1938 zum Bau der Simultankirche St. Michael und 1967 zum Bau der katholischen Heilig-Geist-Kirche kam.
Von 1939 an verfügte die Kirche über einen eigenen Seelsorger, seit mindestens 1940 wurden in Unterlüß katholische Kirchenbücher geführt. Im April 1945 wurde die Kirche durch Kriegshandlungen beschädigt, bis 1950 wurde sie wieder instand gesetzt. Am 1. Juli 1957 wurde die katholische Kirchengemeinde in Unterlüß eingerichtet. Noch 1990 gehörte die Heilig-Geist-Kirche zur Kirchengemeinde St. Paulus.
Seit dem 1. August 2004 gehört die Kirche zur Pfarrgemeinde St. Johannes der Täufer, die Pfarrgemeinde St. Paulus wurde in diesem Zusammenhang aufgelöst.

## Architektur und Ausstattung
Das Pfarrhaus grenzt im Westen direkt an die Kirche an, auf ihm befindet sich ein kreuzbekrönter Dachreiter. In dieser Bauform entstanden gegen Anfang des 20. Jahrhunderts auch andere Kirchen, wie zum Beispiel Herz Jesu (Atzendorf), St. Norbert (Calbe), Herz Jesu (Eilsleben), Herz Jesu (Gerbstedt), Herz Jesu (Hecklingen), St. Marien (Loburg), St. Josef (Löderburg), Heilig Kreuz (Sandersleben), St. Franziskus Xaverius (Unseburg) und Maria Hilfe der Christen (Wietze). Auch die Kirchen St. Elisabeth (Alsleben) und Herz Jesu (Osternienburg) entstanden in ähnlicher Form.
Die Sakristei und das Gemeindehaus wurden später angebaut. Den Altarraum der Kirche schmücken Darstellungen von acht Heiligen, der Ambo zeigt den Schutzpatron der Kirche. Links und rechts vom Altarraum befinden sich Statuen der Heiligen Josef von Nazaret und Maria (Mutter Jesu). Zwei von Claus Kilian geschaffene Buntglasfenster zeigen Szenen aus dem Leben des heiligen Paulus. Ein Flurkreuz befindet sich im Garten.